# Tomaso Monicelli
Tomaso Monicelli (Ostiglia, 10 febbraio 1883 – Roma, 25 maggio 1946) è stato un giornalista, drammaturgo, critico teatrale, traduttore, scrittore e curatore editoriale italiano, padre del regista Mario e degli scrittori Franco, Furio e Giorgio.

## Biografia

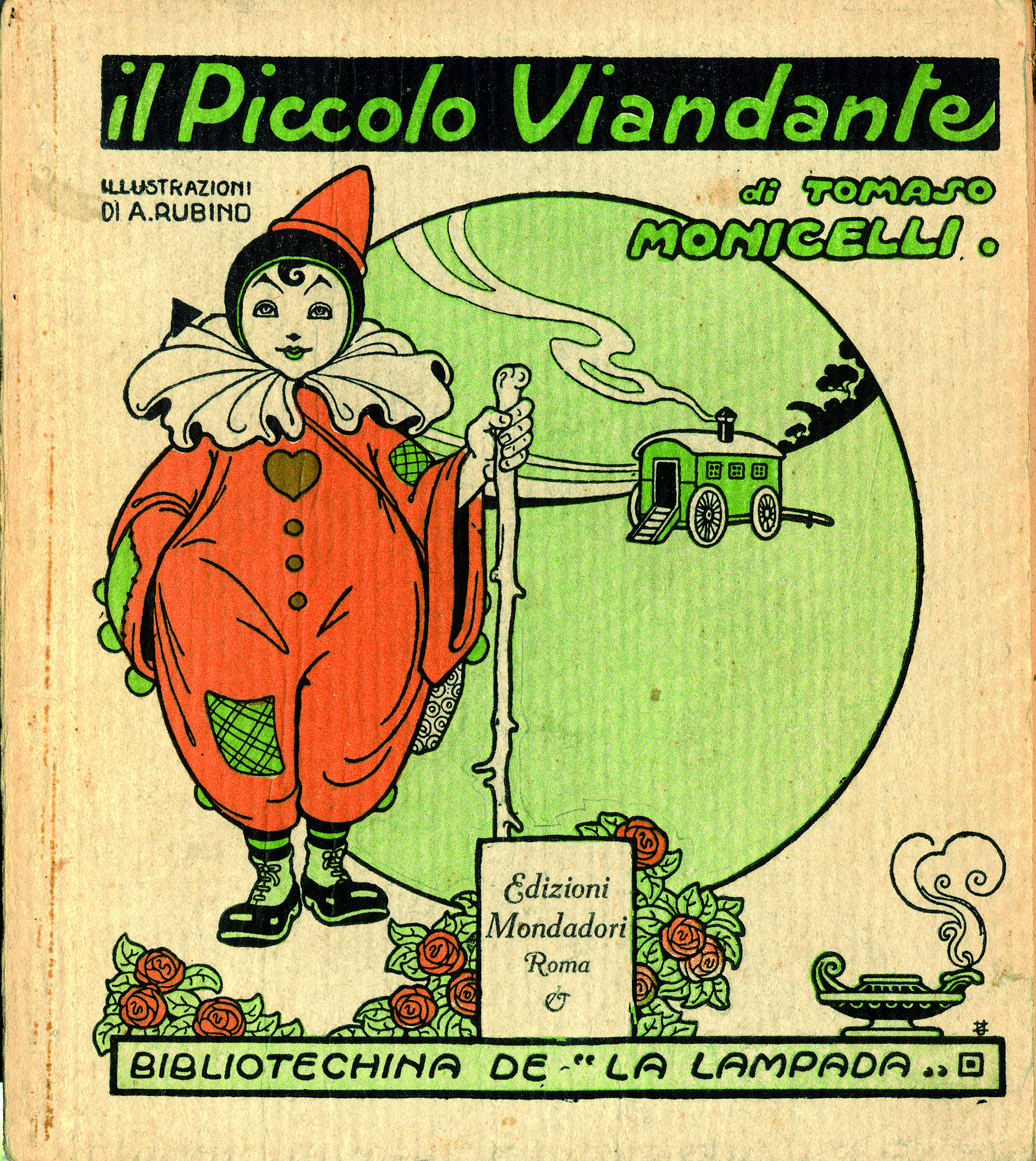
Copertina del libro per ragazzi Il piccolo viandante di Tomaso Monicelli, con illustrazioni di Antonio Rubino. Il libro inaugura la collana La lampada di Mondadori (1913).

Figlio di Ettore Monicelli e Caterina Simonelli, commercianti, lasciò gli studi preferendo aderire al movimento operaio, dapprima da socialista rivoluzionario, poi come sindacalista rivoluzionario. Parallelamente avviò un'intensa attività pubblicistica e giornalistica. Dal 1903 al 1907 collaborò all'Avanti! con articoli di critica letteraria e teatrale, rimanendovi anche dopo la rottura dei sindacalisti con la direzione del giornale nel 1905. Fu direttore a Milano nel 1904 della Gioventù socialista, organo della Federazione giovanile socialista. Fu assiduo collaboratore della stampa sindacalista rivoluzionaria, in particolare della milanese Avanguardia socialista.
In quegli anni fu pure autore delle opere di stampo socialista che compongono la cosiddetta trilogia drammatica (Il Viandante - 1907 -, Esodo - 1908 -, La terra promessa - 1911). Nel 1909 e 1910 fondò e diresse a Milano Il Viandante, settimanale politico-culturale pluralista che invitava a un riavvicinamento dei sindacalisti con i socialisti, ma non alieno da tematiche nazionaliste.
Progressivamente, Monicelli si allontanò dal sindacalismo. Assieme all'amico Roberto Forges Davanzati, approdò a concezioni nazionaliste e antigiolittiane, partecipando nel 1910 alla fondazione dell'Associazione Nazionalista Italiana. Conobbe Arnoldo Mondadori nel 1912, a Ostiglia, e insieme crearono quella che poi divenne la grande casa editrice. Una delle sorelle, Andreina, si sposò con lo stesso Mondadori. Nel 1913 Tomaso sposò Maria Carreri, sua concittadina. Nello stesso anno si trasferì a Bologna, dove collaborò con Il Resto del Carlino, il principale quotidiano della città.
Fu interventista sia nella Guerra di Libia sia nella prima guerra mondiale. All'entrata in guerra dell'Italia (1915) si trasferì a Roma, dove collaborò a L'Idea Nazionale, quotidiano dell'Associazione nazionalista. Nel 1916 si arruolò volontario; combatté sul fronte del Carso con il grado di sottotenente nell'81º Reggimento dei Granatieri. Nel 1917 fondò e diresse In penombra, elegante rivista italiana di cinema che però uscì solo per due anni (1918 - 1919), seguendo la sorte della casa di produzione "Tespi Film" cui era collegata. Dopo la fine della guerra fu tra i fondatori della rivista letteraria Novella (1919). Appena un anno dopo fu chiamato a Roma, dove andò a dirigere L'Idea Nazionale (1920-1921), poi Il Tempo (1922) e quindi il Giornale di Roma (1922-1923, insieme con Giuseppe Bottai).
Terminata l'esperienza romana (a causa della chiusura del Giornale di Roma, che cessò le pubblicazioni per fare spazio al Corriere Italiano), Monicelli ritornò a Bologna, dove assunse la direzione del Resto del Carlino (agosto 1923). L'anno seguente diventò proprietario del quotidiano. Acceso nazionalista, Monicelli fu inizialmente uno strenuo sostenitore del movimento fascista. Nel 1924, però, il delitto Matteotti segnò un netto cambiamento d'opinione. Monicelli iniziò a criticare il regime. Fu forzato dopo poco tempo a lasciare la direzione del quotidiano felsineo (febbraio 1925) e a cederne la proprietà. Nel 1926 fu nominato consigliere d'amministrazione della Società Italiana Autori Editori (SIAE), ma l'incarico cessò l'anno dopo.
Negli anni seguenti Monicelli avvertì che il regime lo aveva isolato e incontrò serie difficoltà economiche. Fu grazie alla benevolenza di Giuseppe Bottai, il quale gli garantì un impiego presso la casa editrice Rizzoli, che poté sopravvivere dignitosamente: dal 1930 Monicelli fu direttore editoriale della divisione libri della casa editrice milanese. Nel 1937 Calogero Tumminelli, amico di Rizzoli, lo volle alla direzione della sua nuova rivista «Storia». Quest'ultima esperienza ebbe vita breve: la rivista fu chiusa nel 1942. Nel 1946, perso anche il lavoro presso la Rizzoli, Monicelli decise di togliersi la vita con un colpo di rivoltella.
Oltre che drammaturgo, Tomaso Monicelli fu scrittore, traduttore, direttore dell'Istituto per i drammi di D'Annunzio.

### Vita privata
Nel 1910 Tomaso Monicelli ebbe il suo primo figlio, Giorgio, nato da una relazione con Elisa Severi, attrice di teatro di una certa notorietà.
Dall'unione con Maria Carreri nacquero cinque figli: Franco, commediografo e giornalista; Mario, famoso regista; Massimo, detto Mino (1919-2000), giornalista e inviato speciale;  Furio, scrittore e insegnante al Conservatorio di Milano e Giovanna (1925-2016).
Nel 1928, da una relazione extraconiugale con Giulietta De Riso, nacque un'altra figlia, Silvana (1928-1994).

### Suicidio
Sentendosi osteggiato dalla stampa che lo aveva messo da parte dopo che in alcuni suoi articoli aveva condannato i fascisti, si tolse la vita il 25 maggio 1946.
In un'intervista pubblicata nel numero di Vanity Fair del 7 giugno 2007, il figlio Mario Monicelli parlò del suicidio del padre avvenuto nell'immediato dopoguerra:
Anche suo figlio Mario morirà suicida nel 2010.

## Opere

### Originali
- Il viandante, commedia in tre atti, Genova, Rassegna Latina, 1908; Milano, Il viandante, 1910;
- La terra promessa, dramma in tre atti, Firenze, Casa Editrice Italiana, 1911;
- Aia Madama, Ostiglia, La Scolastica, 1912 (fu il primo libro stampato da Arnoldo Mondadori)[6];
- Nullino e Stellina. Storia di due bambini, Ostiglia, La Scolastica 1913;
- L'esodo, dramma in quattro atti, Ostiglia, La Scolastica 1913;
- Il viaggio d'Ulisse, Firenze, Bemporad, 1915;
- Fulcieri Paulucci di Calboli, Forlì, Stabilimento tipografico romagnolo, 1917 (biografia del militare italiano);
- Crepuscolo. Novelle, Roma, Arnoldo Mondadori, 1920;
- Le novelle del mio paese, Roma, Arnoldo Mondadori, 1920.

### Traduzioni
dal francese
- Eugène Fromentin, Domenico (Dominique, 1862), Milano, A. Mondadori, 1933.
- Alexandre Dumas, Il visconte di Bragelonne, Milano, Rizzoli, 1936.
- Voltaire, Candido ovvero dell'ottimismo, Milano, Rizzoli, 1937.
- Antoine François Prévost, Storia del cavaliere Des Grieux e di Manon Lescaut, Milano, Rizzoli, 1938.

### Curatele
- Victor Hugo, Cose viste, Milano, Domus, 1944.

### Cinema
- La casa che brucia, regia di Mario Corsi, (1919) - soggetto e sceneggiatura